# 幻圆

南宋杨辉幻圆包含的幻数“69”多达16个

幻圆变化之一

幻圆是组合数学的一个分枝，将自然数排列在多个同心圆或多个连环圆上，使各圆周上数字之和相同，几条直径上的数字和也相同。著名的同心幻圆有南宋数学家杨辉的攒九图和丁易东的太衍五十图。

## 杨辉幻圆
楊辉《续古摘奇算法》有聚五图，聚六图，聚八图，攒九图，八阵图，连环图。

### 攒九图
楊辉《续古摘奇算法》中的攒九图以自然数1至33构成，9在圆心，其余排列在四个同心圆上，每圈8个数。杨辉有如下攒九图奇妙特点；
- 四条直径上数字之和是147，
  - 28+5+11+25+9+7+19+31+12=147
- 四个圆周上数字之和加圆心9之和也是147。
  - 28+27+20+33+12+4+6+8+9=147
- 八条半径线上数字（不包括9）之和=69
  - 27+15+3+24=69
- 四个圆周上数字之和（不包括9）=八条半径线上数字和的两倍。

杨辉攒九图之构造
杨辉书中未曾说明幻圆的构造方法。新加坡大学蓝丽蓉教授 建议将八组半径数字分为两组，构成两个四阶幻方，例如；
{\displaystyle {\begin{bmatrix}28&5&11&25\\27&15&3&24\\6&32&29&2\\8&17&26&18\end{bmatrix}}}
{\displaystyle {\begin{bmatrix}12&31&19&7\\4&21&14&30\\20&16&23&10\\33&1&13&22\end{bmatrix}}}
由于这两个四阶幻方纵数横数之和都是69，只需从第一幻方和第二幻方中随意各取一行，或随意各取一列，构成同一条直径上的两对半径，一共组成四条直径，每直径8个数，最后在圆心安方9，就不但可以排出杨辉幻圆；而且可以排除许许多多不同排列的幻园。此外，由于数字的和与数字的次序无关，因此；
- 任何两组半径数字，可以互换位置，
- 8组半径数字，在可以在圆圈上任意排列，
- 任何两组园圈，可以互换位置。

杨辉幻圆真是富于变化。如果限制四个圆周上必须有两个同和半圆(半圆上的四个数字之和必须=69)，杨辉幻圆上的半径位置就不可调换。如此一来，杨辉幻圆可以有
- 8条同和半径；28+5+11+25=69，20+16+23+10=69，……
- 8条同和半圆； 27+28+8+6=69，20+33+12+4=69,15+5+17+32=69，21+32+1+16=69……

具有16个同和线段（和数为69）的幻圆不止一个，可依靠四个圆圈的不同排列得到，共有4x3x2=24种。

### 杨辉八阵图

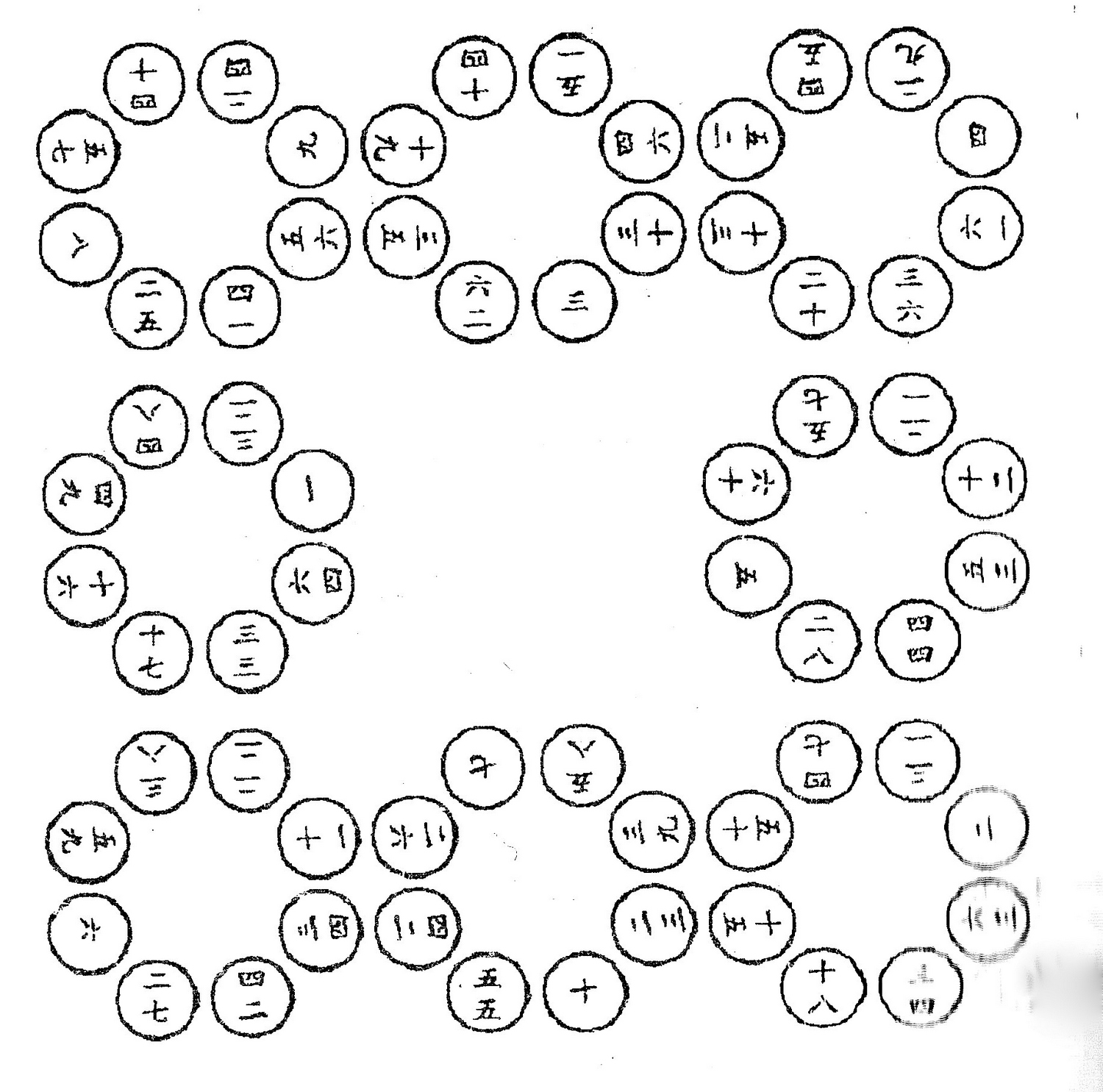
杨辉八阵图

1至64， 64数字分为八个圆圈，每个圆圈内数目之和=260。
从西北角顺时针方向各小圆之和为：
{\displaystyle 40+24+9+56+41+25+8+57=260}
{\displaystyle 14+51+46+30+3+62+35+19=260}
{\displaystyle 45+29+4+61+36+20+13+52=260}
{\displaystyle 37+21+12+53+44+28+5+60=260}
{\displaystyle 47+31+2+63+34+18+15+50=260}
{\displaystyle 7+58+39+23+10+55+42+26=260}
{\displaystyle 38+22+11+54+43+27+6+59=260}
{\displaystyle 48+32+1+64+33+17+16+49=260}
又东西方向和南北方向的八个数字之和也是260：
{\displaystyle 14+51+62+3+7+58+55+10=260}
{\displaystyle 49+16+1+64+60+5+12+53=260}
此外两条对角线的16个数字之和为260的两倍：
{\displaystyle 40+57+41+56+50+47+34+63+29+4+13+20+22+11+6+27=2*260=520}

### 杨辉连环图

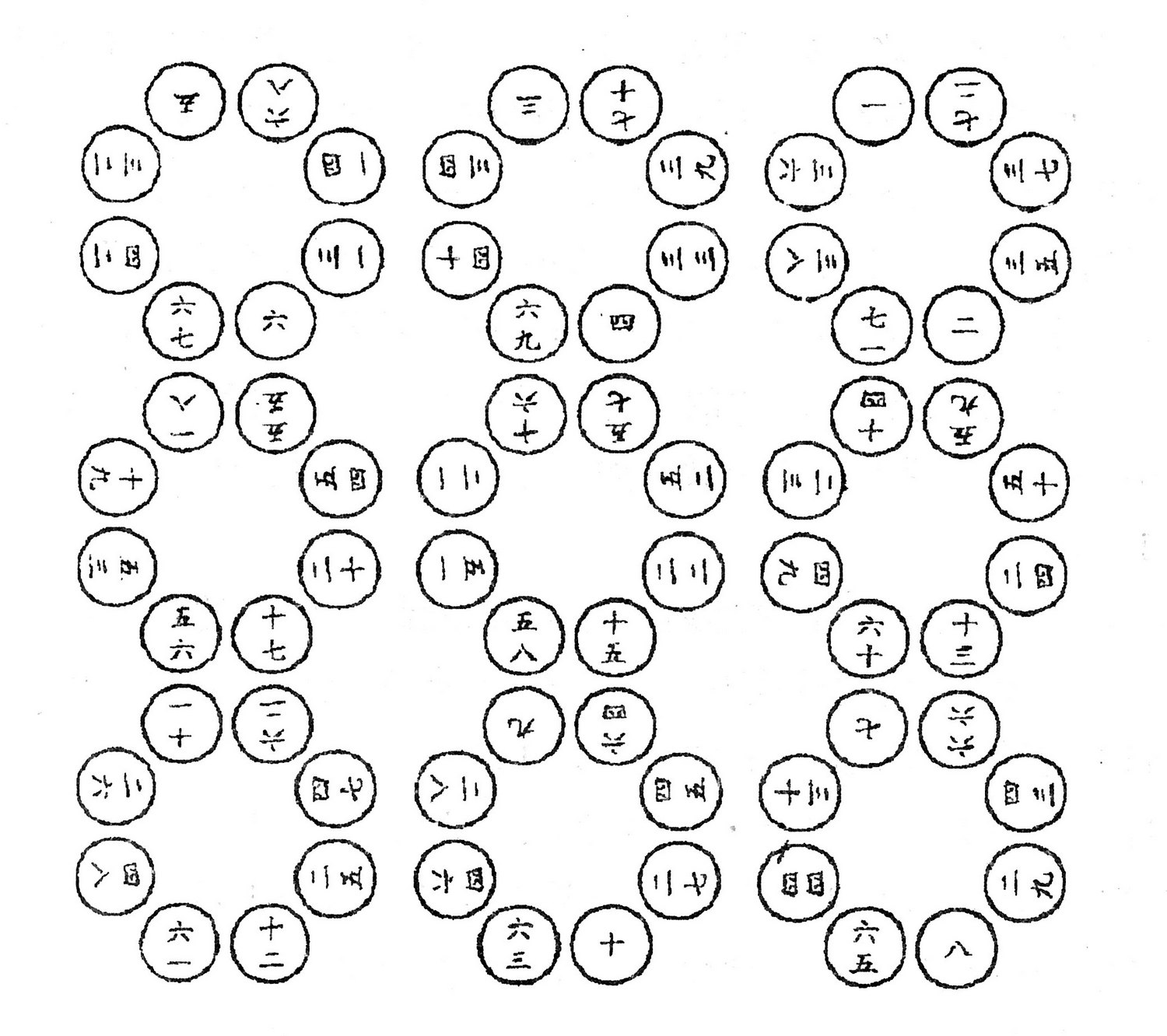
杨辉连环图

1至72，共72个数字分为9个圆圈，排列成方阵如图。
此连环图奇妙之处在于连环生圈：由于左右相邻的四个圈的数字连环，又多出4个 8字圆圈
连环圈由有以下相邻的8字圈连环组成:
（东北，北，东，中）
（西北，北，西，中）
（东南，南，东，中）
（西南，南，西，中）
一共13个八字圈：
：西北，北，东北，东，东南，南，西南，西，中，（东北，北，东，中），（西北，北，西，中），（东南，南，东，中），（西南，南，西，中）
- 13个八字圈中任何一个八字圈的数字之和=292
- 横向三个八字圈24个数字之和=876
- 纵向三个八字圈24个数字之和=876
- 对角线上三个八字圈24个数字之和=876

## 丁易东幻圆

南宋丁易东太衍五十图

南宋数学家丁易东是杨辉同时代人，以自然数1至49作出六同心圆幻圆，称之为太衍五十图。
丁易东幻圆特性；
- 各圆周数字之和为200
  - 3+4+49+2+47+46+1+48=200;
  - 13+14+39+12+37+36+11+38=200;
- 每圆周上的一个数与其相对点上数字之和=50；
  - 3+47=50，13+37=50……
- 四条直径上数字之和为325
  - 据上条，6x50+25=325。

### 丁易东幻圆的构造
丁易东给出把三阶幻方洛书变化为六阶幻园太衍五十图的的奇妙方法；
将从1至49的数字分成以下9组
- 凡个位数为1数按大小次序排为一组：1，11，21，31，41
- 凡个位数为2数按大小次序排为一组：2，12，22，32，42
- 凡个位数为3数按大小次序排为一组：3，13，23，33，43
- 凡个位数为4数按大小次序排为一组：4，14，24，34，44
- 凡个位数为6数按大小次序排为一组：6，16，26，36，46
- 凡个位数为7数按大小次序排为一组：7，17，27，37，47
- 凡个位数为8数按大小次序排为一组：8，18，28，38，48
- 凡个位数为9数按大小次序排为一组：9，19，29，39，49
- 5及其倍数按大小次序排为一组：5，10，15，20，25，30，35，40，45

按洛书口诀：“戴九履一，左三右七，二四为肩，六八为足”排列数字组：
- 戴九：将“9字组”9，19，29，39，49 排在最顶部，49在上，循序循半径往下排列，
- 履一，将“1字组”1，11，21，31，41作履，1排在最下，循序循半径往上排列，
- 左三：将“3字组"3，13，23，33，43排在左边，
- 右七，将“3字组"：7，17，27，37，47排在右边，
- 二四为肩，将“2字组”2，12，22，32，42，“4字组”4，14，24，34，44按络书方位排列在左上右上。
- 六八为足：将“6字组”6，16，26，36，46，“8字组”8，18，28，38，48按络书方位排列在左下右下。
- 最后“5”字组5，10，15，20，25，30，35，40，45各数对应其1/5的数字组排列在最内一个圆上：
  - 5的1/5=1，排在“1字组”
  - 10的1/5=2，排在“2字组”……

## 程大位幻圆

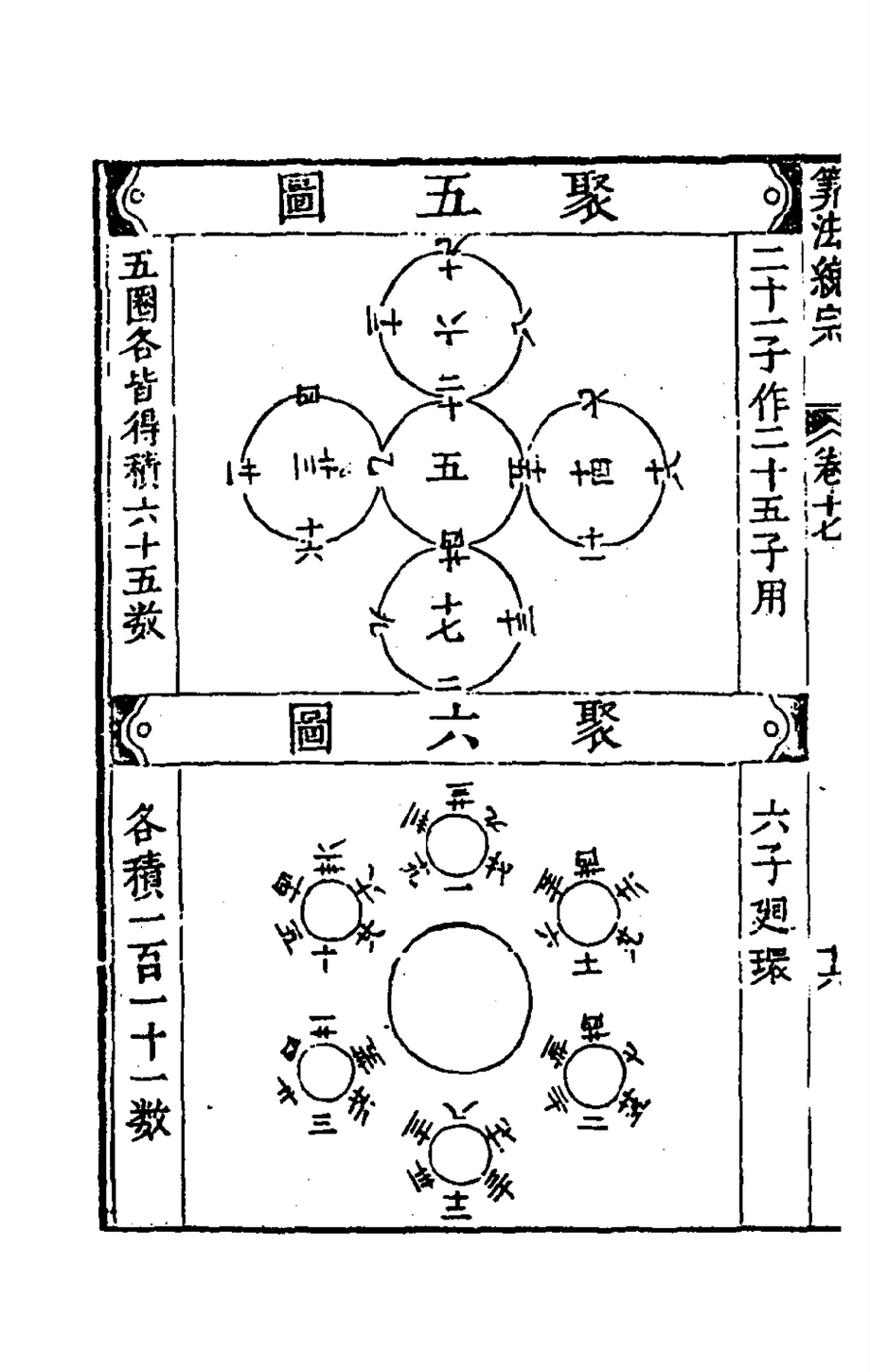
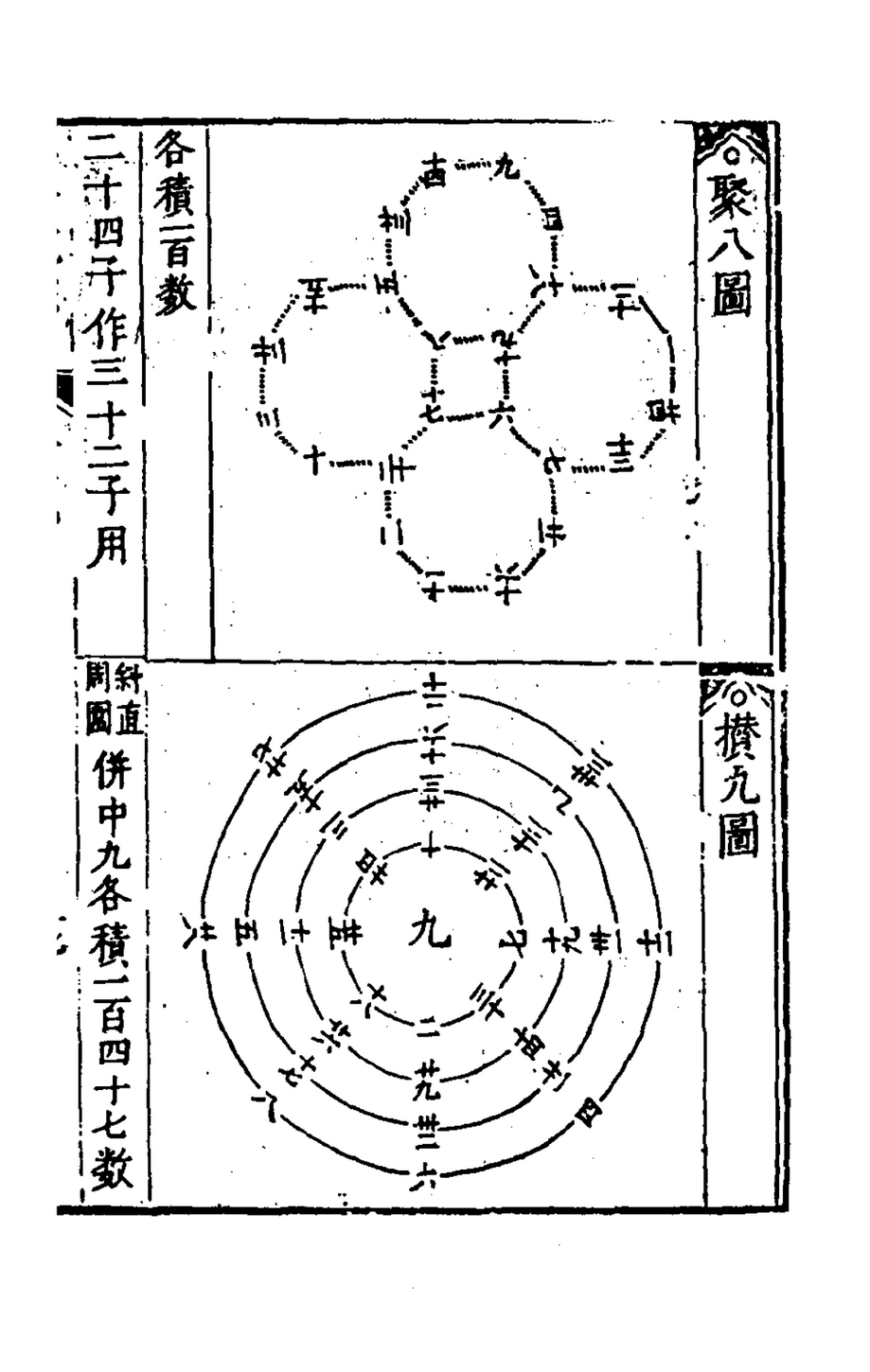
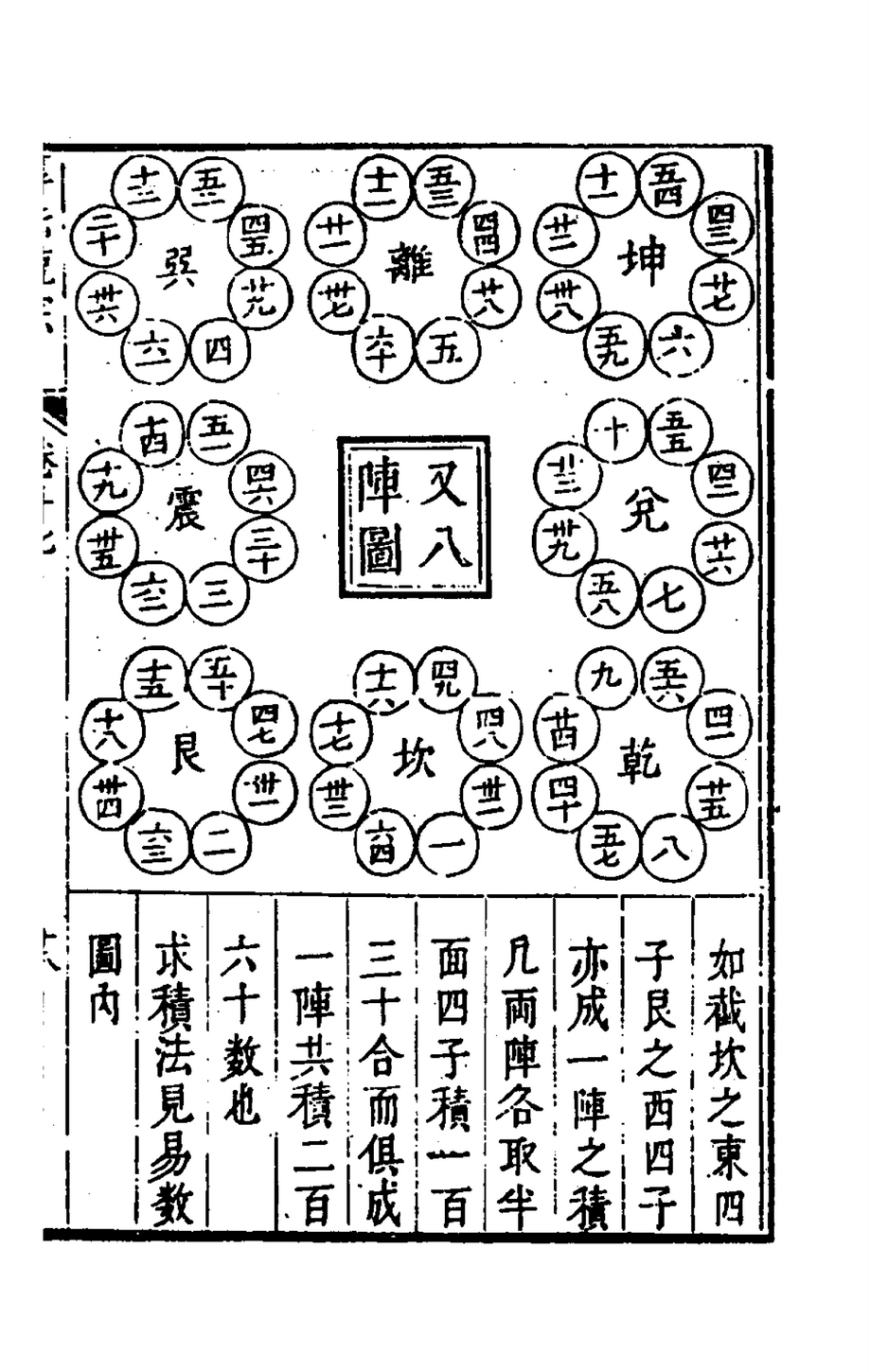

聚五图，聚六图，聚八图，攒九图，八阵图。